# Ilha das Vinhas
A Ilha das Vinhas está situada na baía sul, no litoral sul brasileiro, no centro-leste do Estado de Santa Catarina, bem próxima ao centro da cidade de Florianópolis.
Aforada, pertence atualmente à família Lenzi.